# バンコク・ラブストーリー
『バンコク・ラブストーリー』（タイ: เพื่อน...กูรักมึงว่ะ, 翻訳する: 友人...わたしは、あなたを愛しています）は、2007年に製作されたタイの映画。
2008年7月12日に第17回東京国際レズビアン&ゲイ映画祭にて日本初上映された。

## キャスト
- メーク：ラタナパンラン・トーサワット
- イット：チャイワット・トーンセーン
- サーイ